# معبد کوما

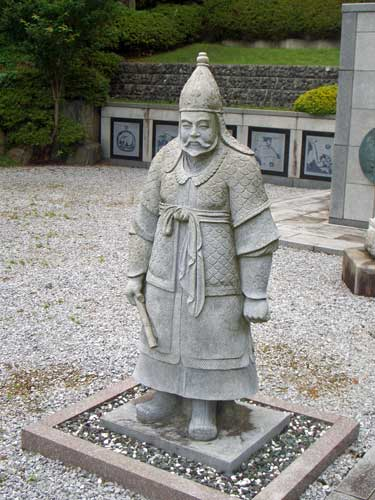
مجسمه جاکو در معبد

معبد کوما (ژاپنی: 高麗神社، کوما جینجا) یک معبد شینتو است که در شهر هیداکا، سایتاما واقع شده است. کلمه "کوماً که در کره‌ای به صورت "کوریو (گوریو)" تلفظ می‌شود، نام باستانی ژاپنی برای کره، به ویژه پادشاهی باستانی کره‌ای گوگوریو است،و کامی معبد اصلی این معبد، مربوط به شاهزاده کو یاکوانگ، (高若光) که پسر آخرین پادشاه گوگوریو (پادشاه بوجانگ) واقع گردیده است. این معبد توسط مهاجران گوگوریو پس از سقوط آن در سال ۶۶۸ ساخته شد.

## گردشگری
این مکان از نظر تاریخی و زیبایی ارزش زیادی دارد و از این بابت گردشگران زیادی را مجذوب خود می‌کند. گفته می‌شود سالانه ۴۰۰٬۰۰۰ گردشگر از این مکان تاریخی دیدن می‌کنند.

## دیدگاه معنوی
یک ضرب‌المثل معروف وجود دارد که می‌گوید: «اگر می‌خواهید موفق شوید، به معبد کوما بروید و دعا کنید.» از آنجایی که اوساچی هاماگوچی، ریجیرو واکاتسوکی، ماکوتو سایتو، کونیاکی کویسو، کیجورو شیدهارا و ایچیرو هاتویاما پس از بازدید از این معبد به عنوان نخست‌وزیر منصوب شدند، این معبد به عنوان شوسی‌میوجین (出世明神 ) مورد احترام است. در دهه ۱۹۹۰ گفته می‌شد که «اگر حادثه بزرگی رخ داد، باید از معبد کوما دیدن کنید و دعا کنید تا حادثه آسیبی وارد نکند». دادستان‌های دفتر دادستانی عمومی ناحیه توکیو و دفتر دادستانی عمومی عالی توکیو یکی پس از دیگری از این معبد بازدید می‌کردند. سالانه حدود ۴۰۰٬۰۰۰ نفر از این معبد بازدید می‌کنند و بسیاری از افراد مشهور و هنرمندان مرتباً از این معبد بازدید می‌کنند.

## اقامتگاه خاندان کوما
اقامتگاه خاندان کوما (高麗家住宅، Koma-ke jyutaku) که در مجاورت محوطه معبد واقع شده است، در دوران کیچو (۱۵۹۶–۱۶۱۵) ساخته شده است. این ساختمان با سقف کاهگلی و سقف شیروانی به سبک «ایریمویا» ساخته شده و در سال ۱۹۷۶ به عنوان یک اثر فرهنگی مهم ملی تعیین شد.

## نگارخانه

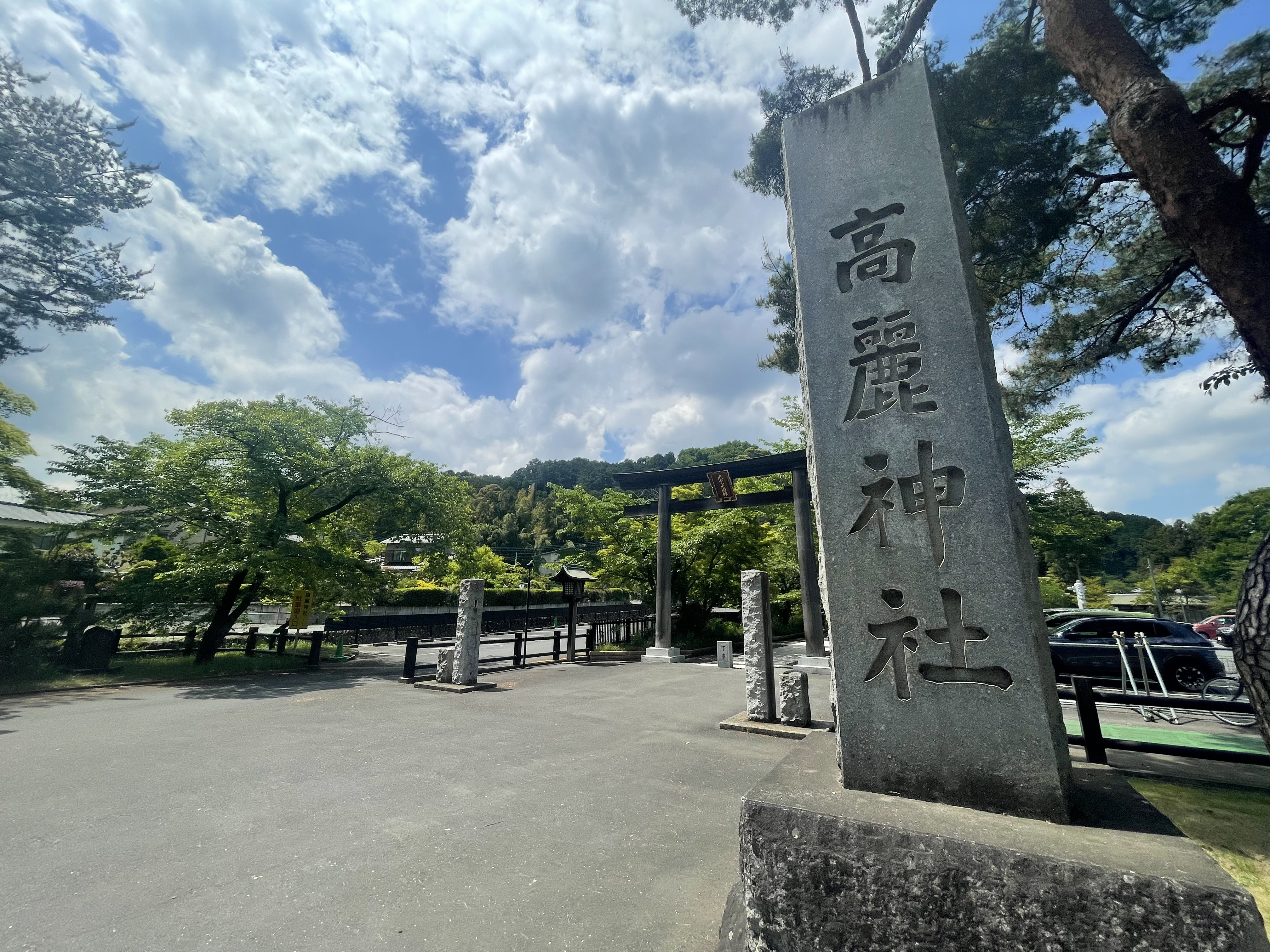
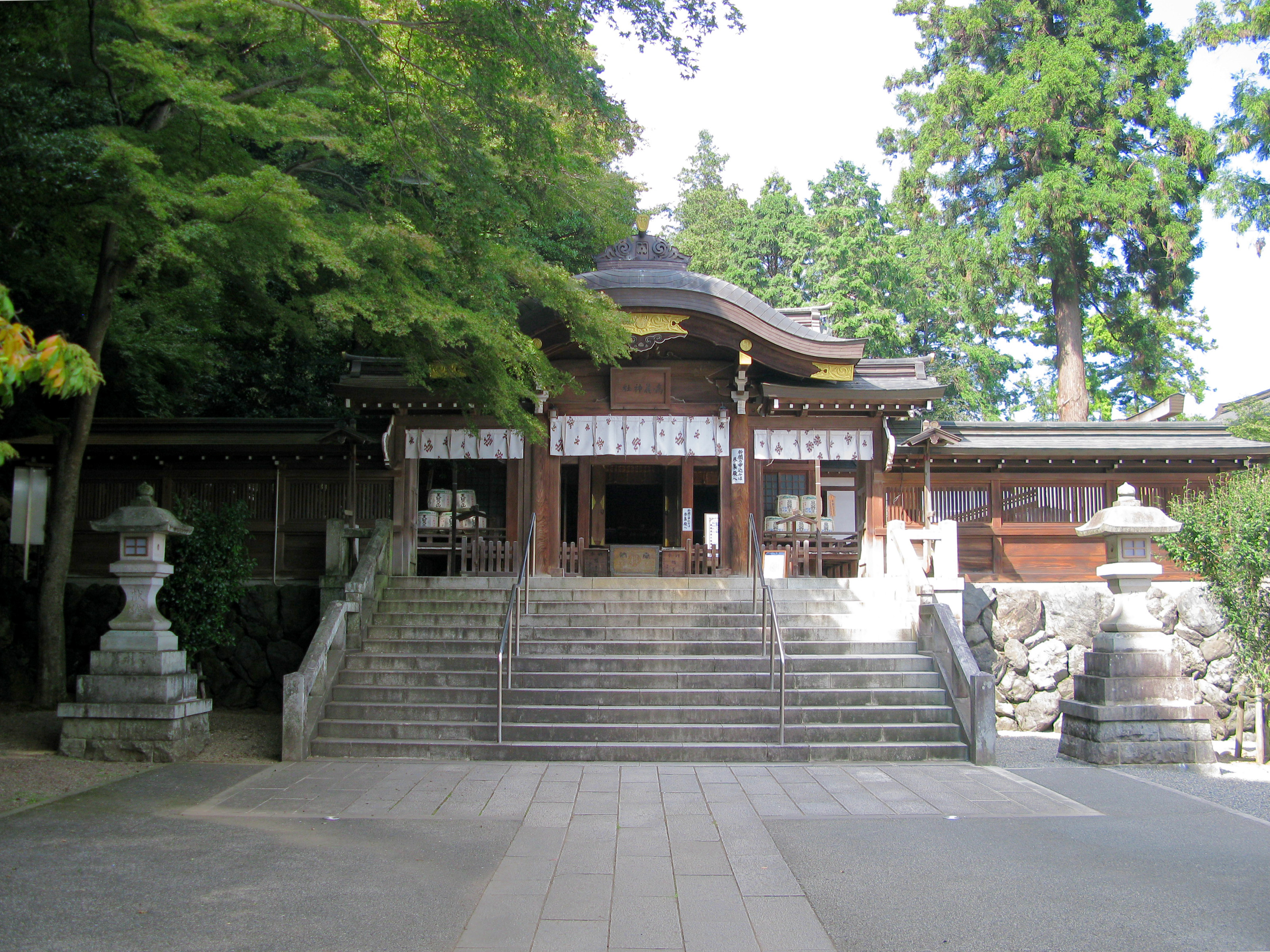
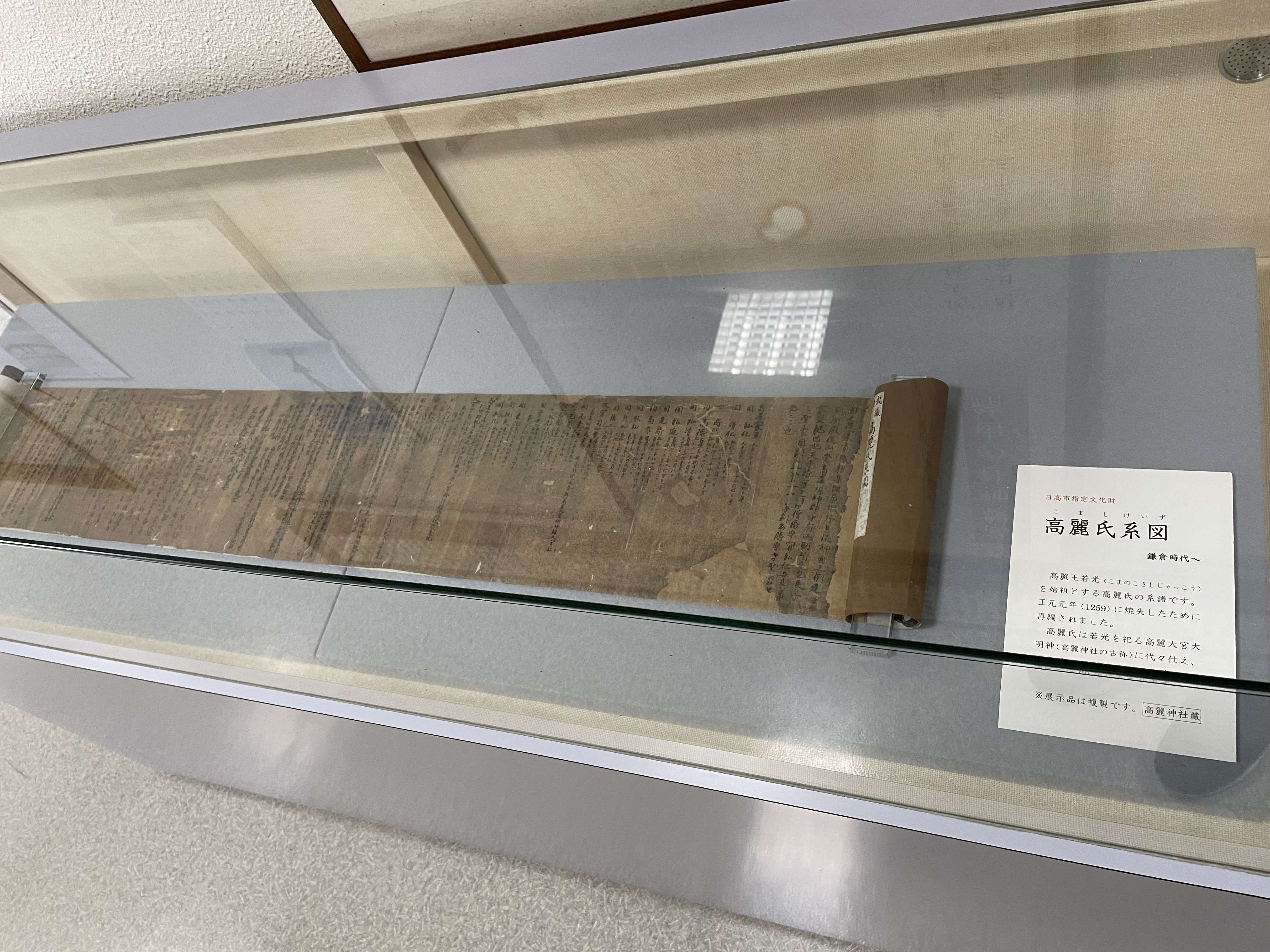
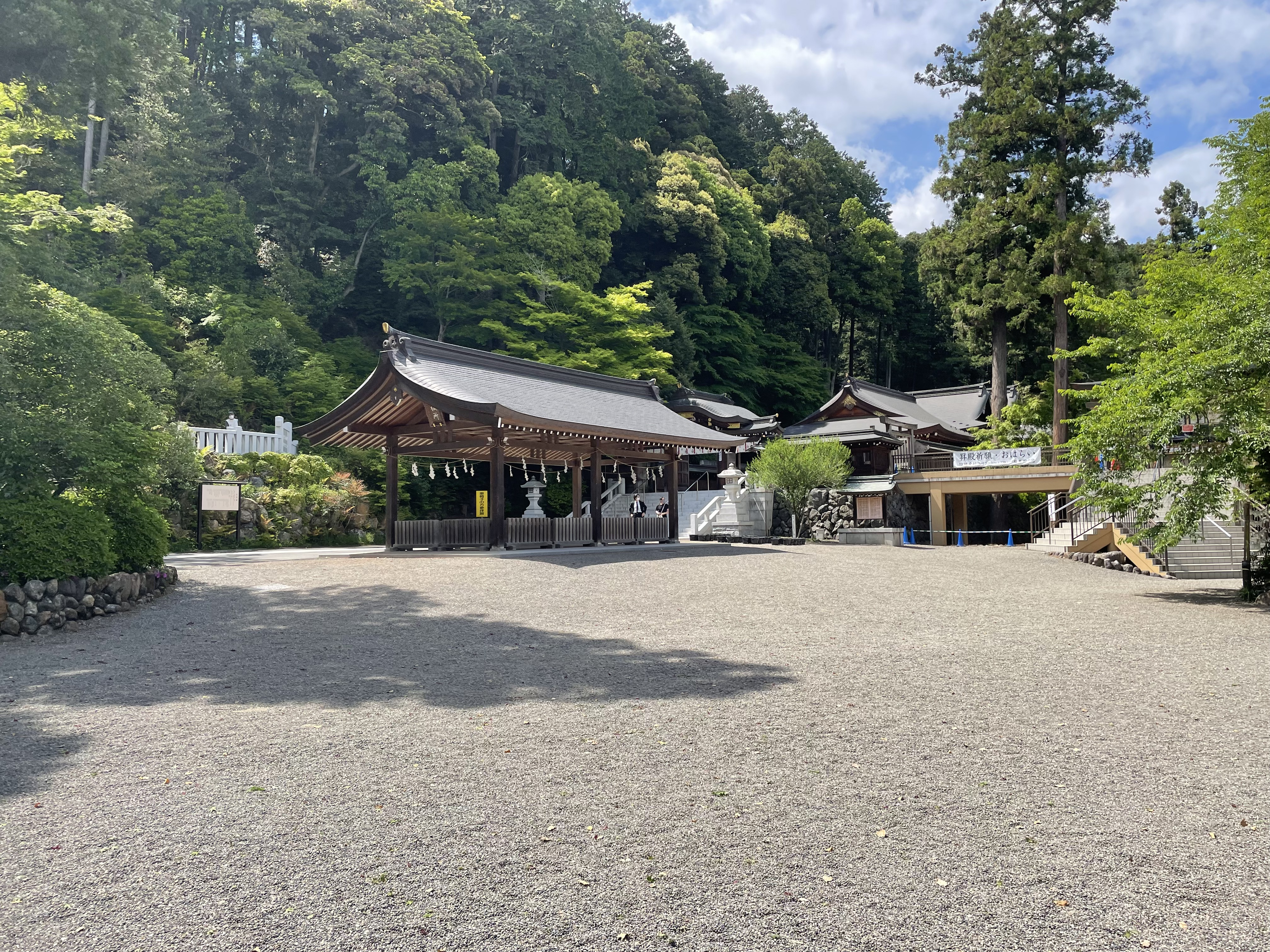
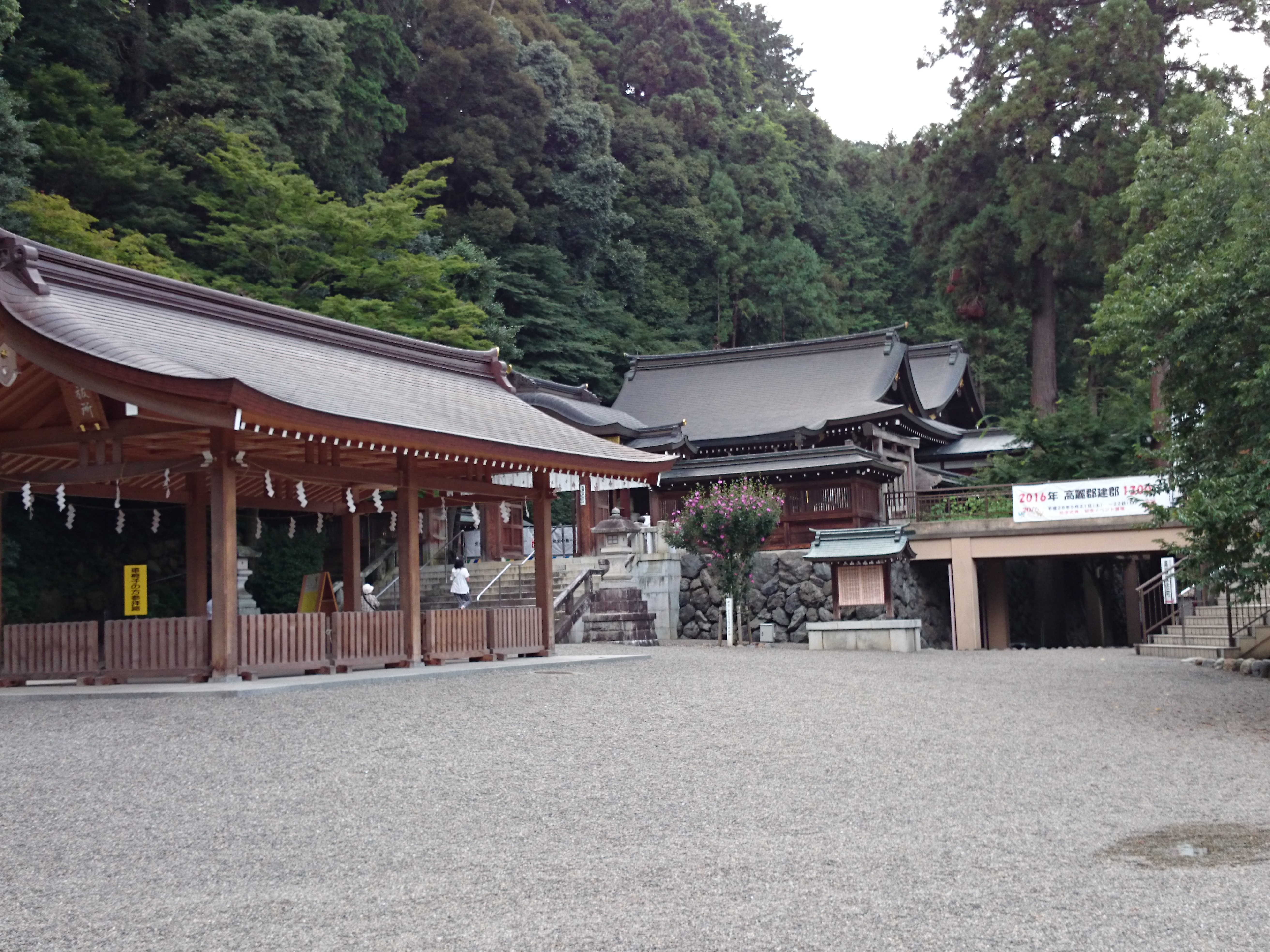
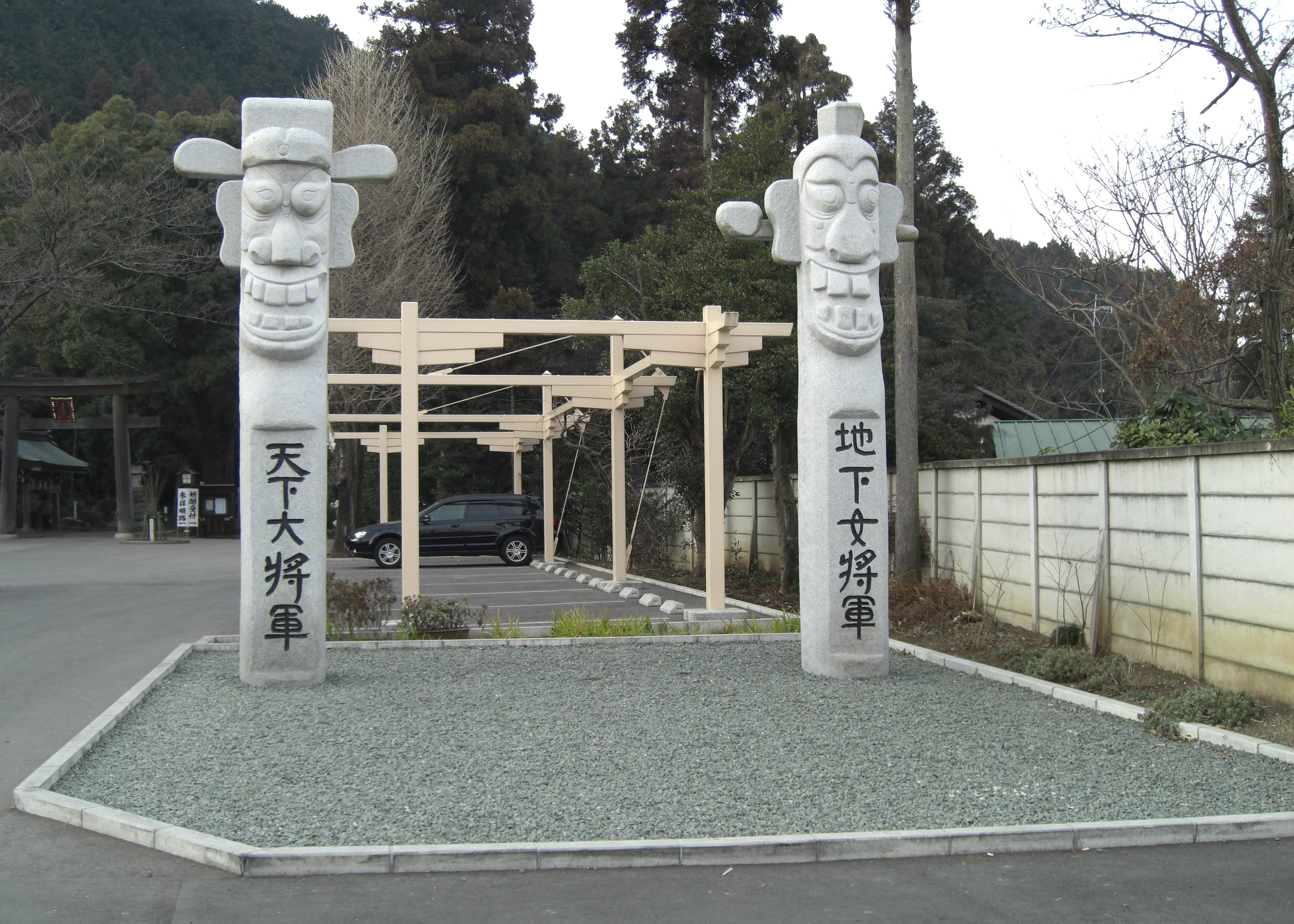
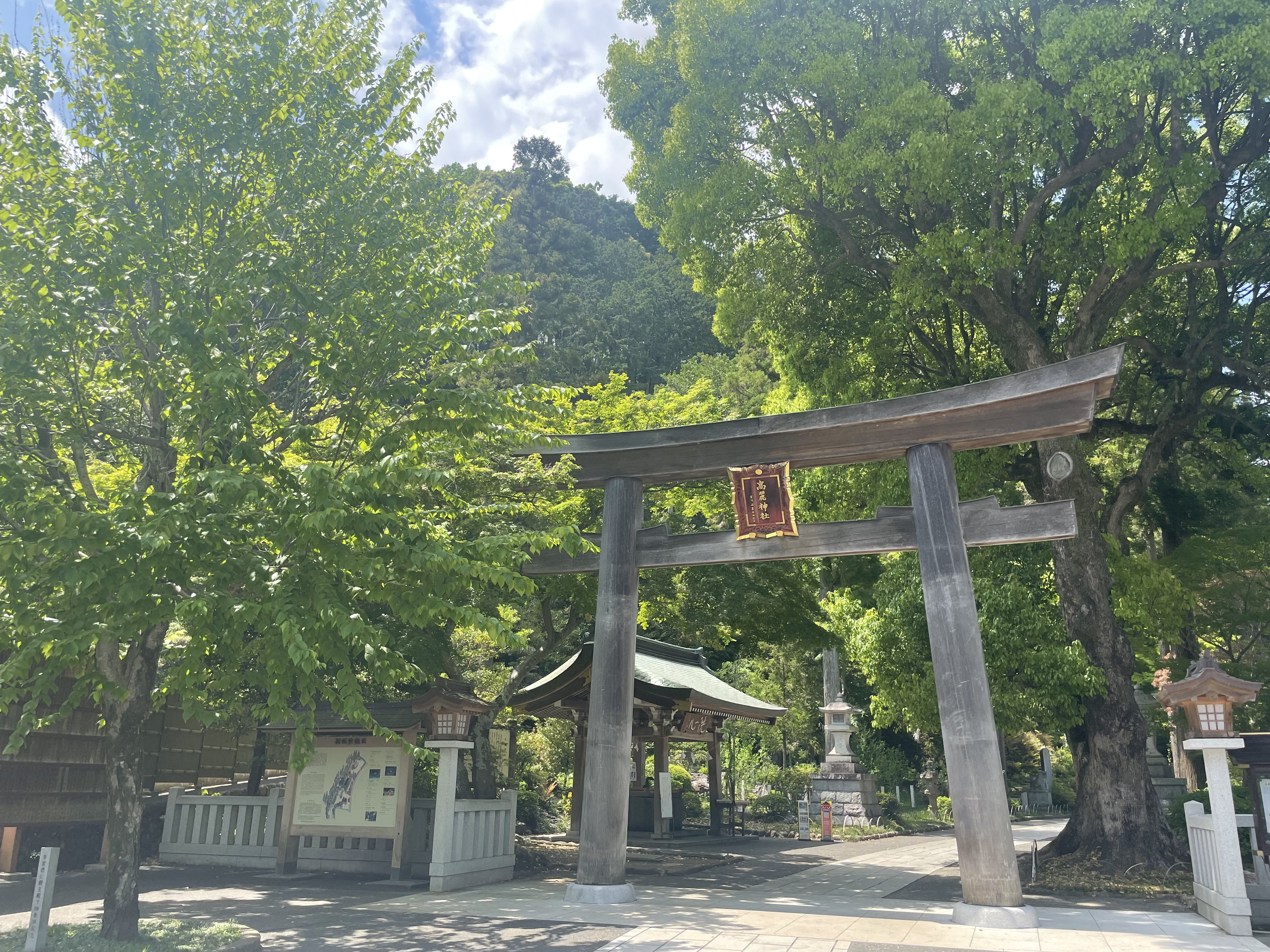
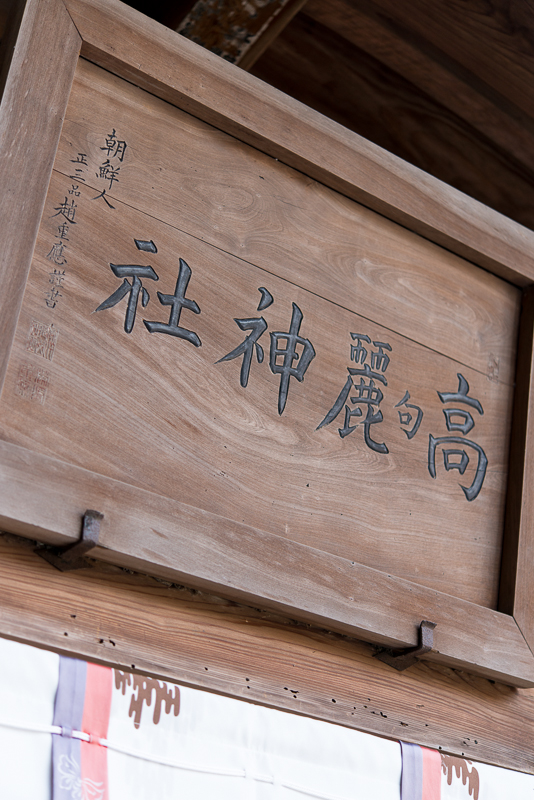
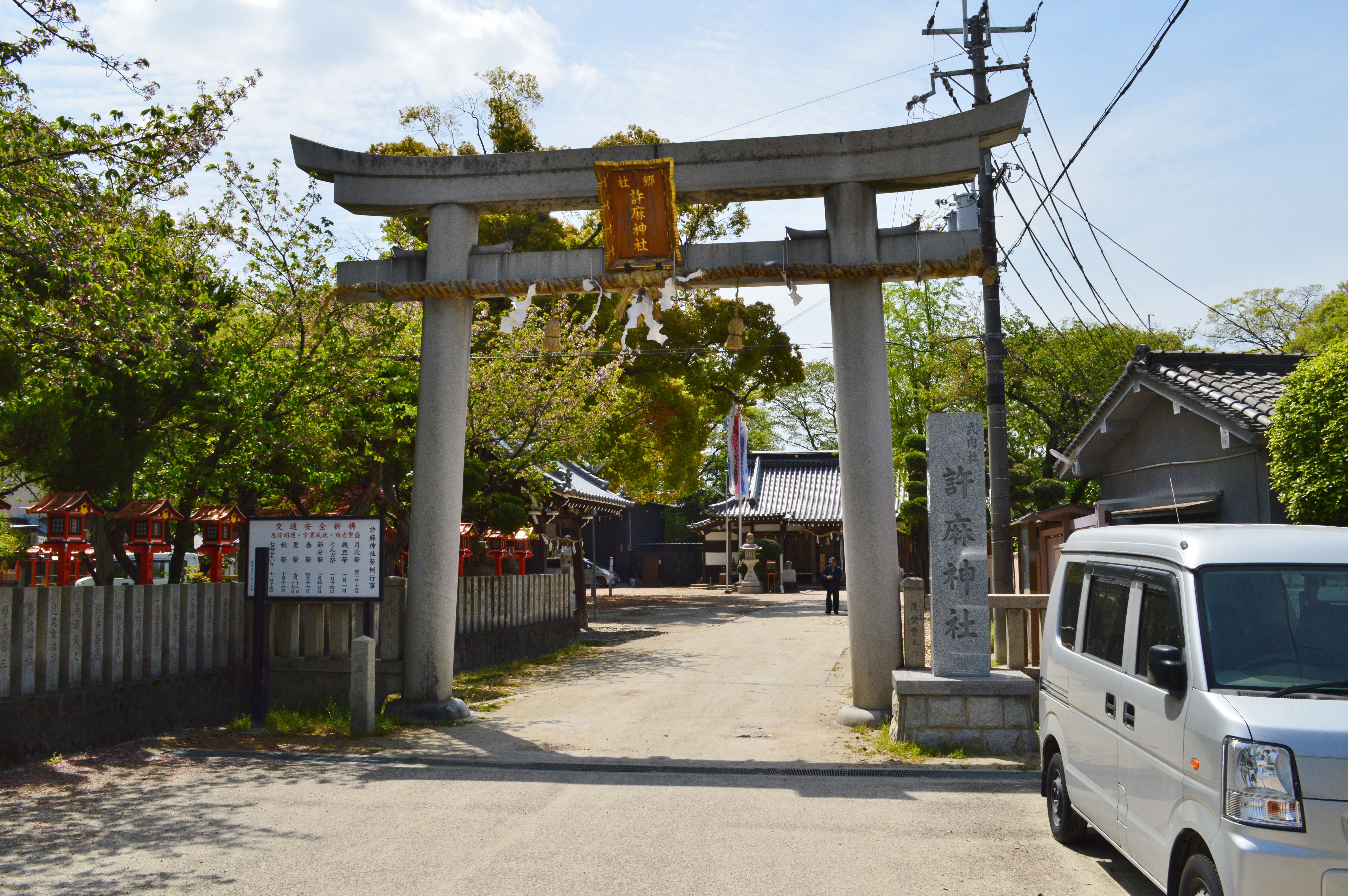
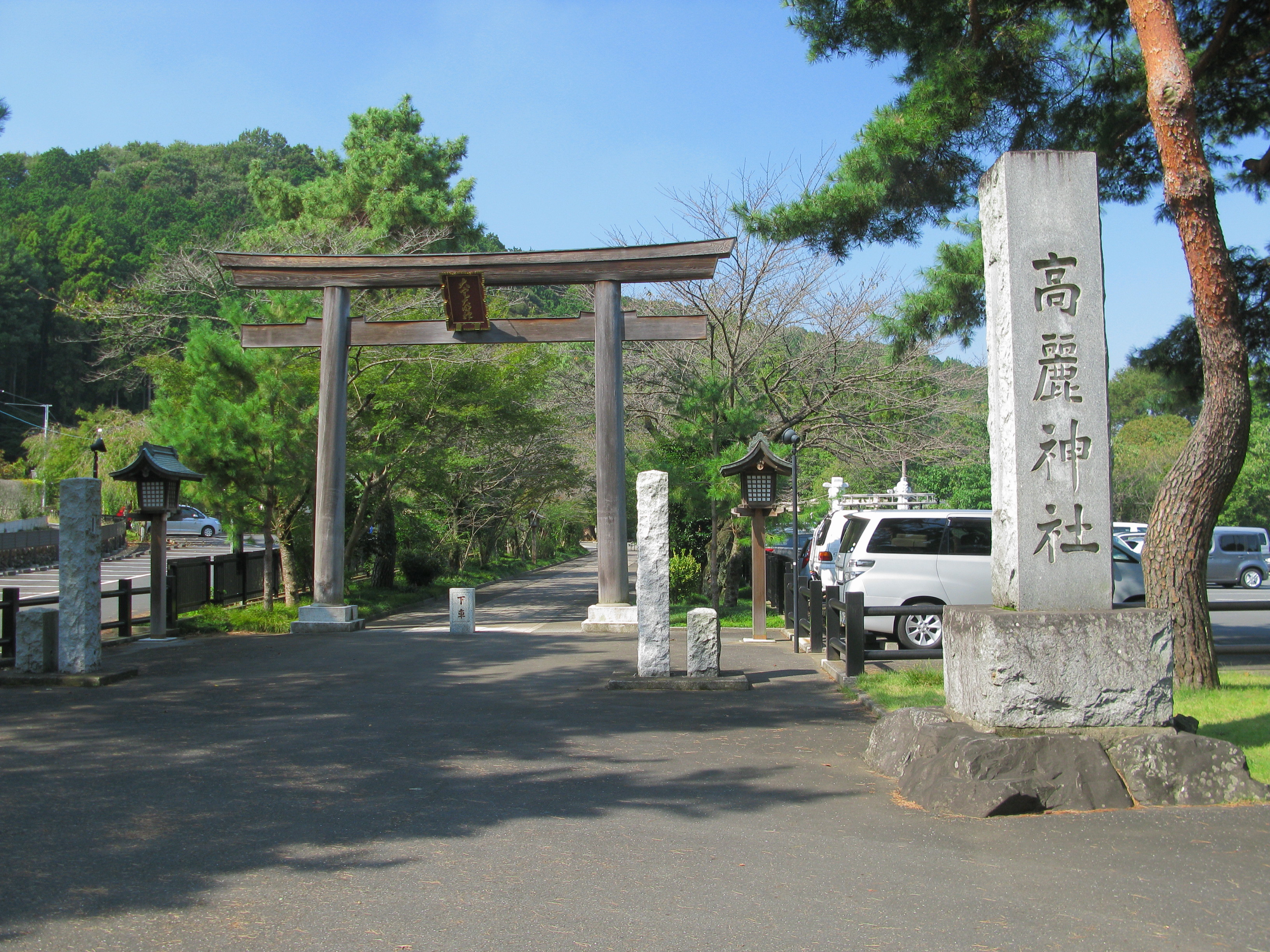
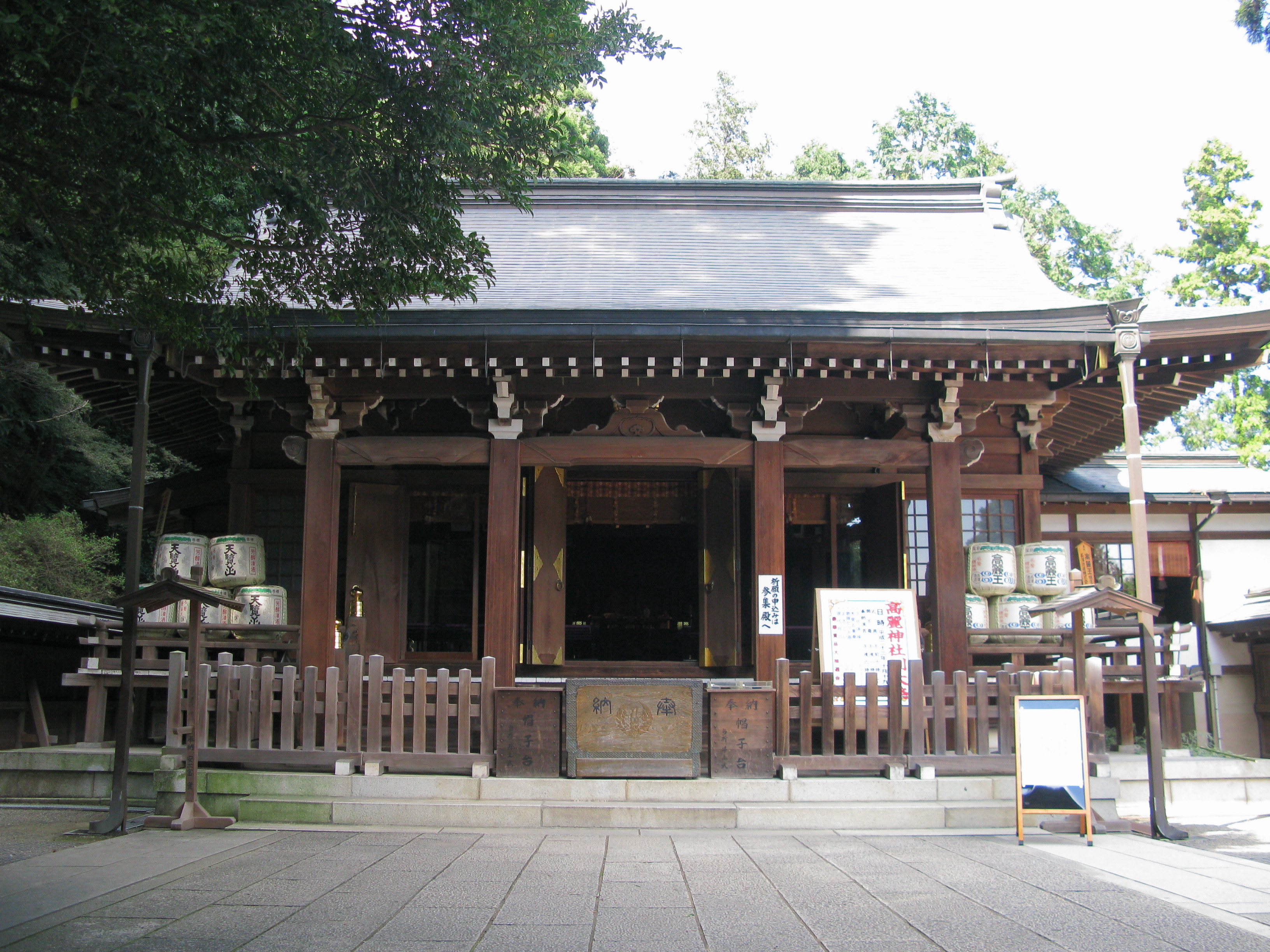